# Apelo à probabilidade
Um apelo à probabilidade (ou apelo à possibilidade, também conhecido como possibiliter ergo probabiliter, "possivelmente, portanto provavelmente") é a falácia lógica de tomar algo como certo porque provavelmente seria o caso (ou talvez poderia ser o caso).   Argumentos indutivos carecem de validade dedutiva e devem, portanto, ser afirmados ou negados nas premissas. Uma mera possibilidade não se correlaciona com uma probabilidade, e uma mera probabilidade não se correlaciona com uma certeza, nem é apenas qualquer probabilidade de que algo aconteceu ou acontecerá suficiente para qualificar como saber que aconteceu ou acontecerá.
A falácia pode ser entendida como confundir a probabilidade (a probabilidade de algo é diferente de zero, geralmente bastante) com a certeza (a probabilidade de algo é 1). Por exemplo, para algum evento X, se Probabilidade(X) > 0, logo Probabilidade(X) = 1. Deve-se notar que o uso de argumentos probabilísticos não é em si falacioso, mas concluir que a conclusão segue logicamente ao invés de probabilisticamente é. Quando um argumento probabilístico é feito, deve-se geralmente tornar bem entendido que o próprio argumento é baseado em probabilidades e, portanto, a conclusão é probabilística. Os argumentos probabilísticos são geralmente transitivos por natureza e deve-se ter cuidado ao misturar argumentos lógicos e probabilísticos para não concluir que algo é logicamente verdadeiro tomando base de um argumento probabilístico.

## Exemplo
Um apelo falacioso à possibilidade:
Algo pode dar errado (premissa). Portanto, algo dará errado (conclusão inválida).
Se eu não levar meu guarda-chuva (premissa), vai chover (conclusão inválida).
A Lei de Murphy é uma invocação (normalmente deliberada, irônica) desta falácia.

### Citações
1. ↑  Bennett.
2. ↑  Carrier 2012.

Bibliografia
- Bennet, Bo. «Appeal to Possibility». Logically Fallacious. Consultado em 8 de novembro de 2021. Cópia arquivada em 8 de novembro de 2021
- Carrier, Richard C. (2012). Proving History: Bayes's Theorem and the Quest for the Historical Jesus. United States: Prometheus Books. ISBN 9781616145590